# Atlas Lingüístico y Etnográfico de Andalucía

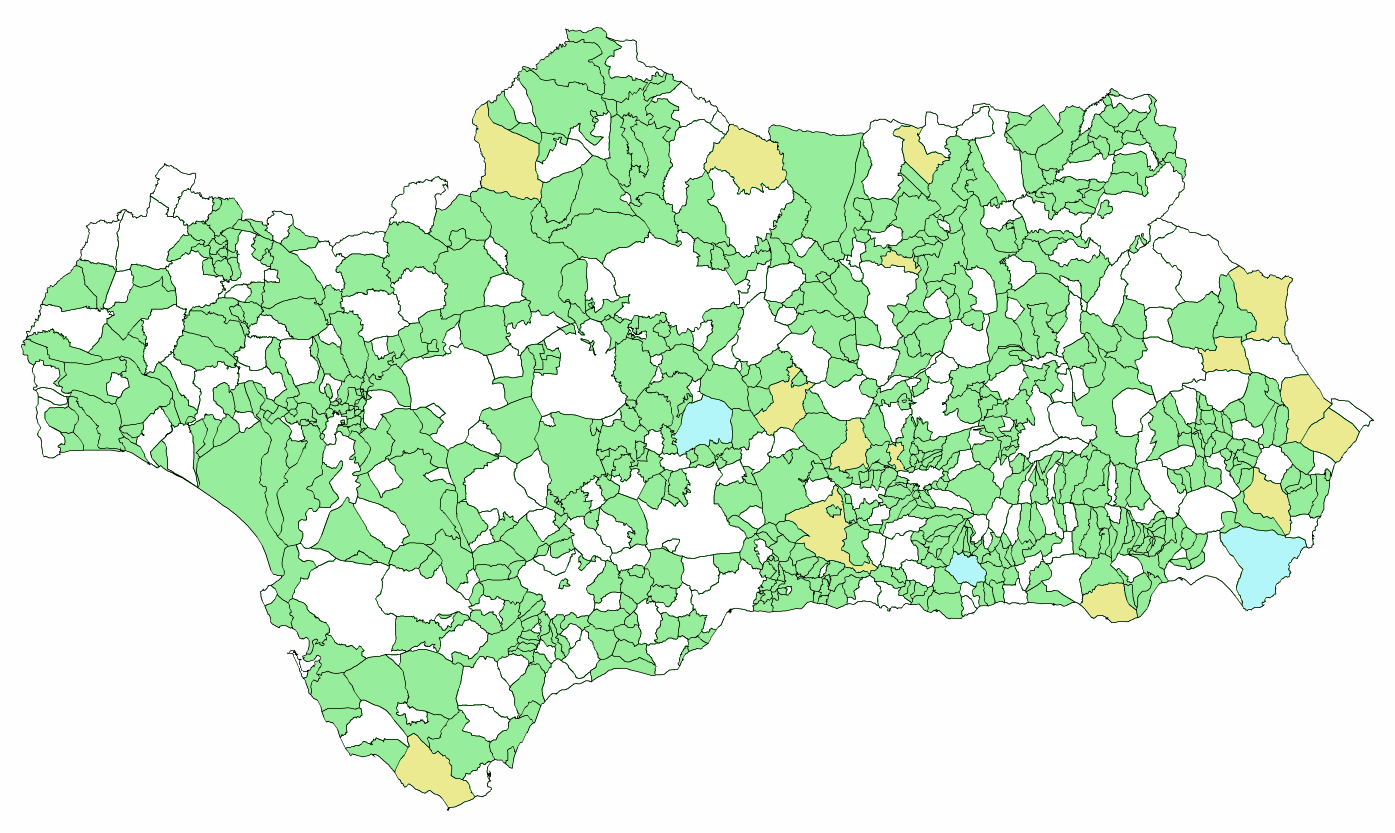
Municipis dels punts d'enquesta usats per a l'elaboració de l'ALEA:
Blanc: Enquestats a la capital del municipi.
Groc: Enquestats en una localitat diferent de la capital del municipi.
Blau cel: Enquestats tant a la capital del municipi com en una altra localitat.

L' Atlas Lingüístico y Etnográfico de Andalucía (ALEA) és un atles lingüístic, amb mapes lingüístics, etnogràfics i mixts (de paraules i coses), de l'andalús, elaborat sota la direcció de Manuel Alvar López amb la col·laboració de Gregorio Salvador i Antonio Llorente. L'ALEA es va iniciar en 1952 partint del projecte previ, finalment abandonat de l'estudi geogràfico-lingüístic de la província de Granada. Les enquestes van ser dutes a terme únicament pels tres investigadors: Alvar, Salvador i Llorente. Es van enquestar 230 localitats, la qual cosa el va convertir en l'atles amb la xarxa més espessa dels realitzats fins llavors. Els materials es van publicar en sis volums que contenen 1.900 mapes.
L'ALEA és un d'una sèrie d'atles lingüístics, elaborats o inspirats per Alvar, que duen el títol uniforme de "Atlas lingüístico y etnográfico de..." seguit del nom de la zona espanyola que tracten (p. ex. Atlas Lingüístico y Etnográfico de las Islas Canarias (ALEICan), Atlas Lingüístico y Etnográfico de Aragón, Navarra y Rioja (ALEANR), Atlas Lingüístico y Etnográfico de Santander (ALESan), etc).
En paraules de Francisco Gimeno, «cal destacar els seus principis metodològics (per ex. el fet d'haver donat entrada per primera vegada a la fonologia dins de la cartografia lingüística, mapes interpretats a partir de colors i símbols, etc.), la gran densitat de punts, l'ampli qüestionari adaptat a la realitat cultural i el temps mínim d'elaboració i publicació (sis i dotze anys respectivament)».